# ان‌جی‌سی ۷۸۱۲
ان‌جی‌سی ۷۸۱۲ (انگلیسی: NGC 7812) یک کهکشان مارپیچی میانی در صورت فلکی سنگتراش است. این کهکشان در ۲۵ سپتامبر ۱۸۶۵ توسط جان هرشل کشف شد. پهنای آن تقریباً ۱۰۰ هزار سال نوری (۳۰۶۶۰ پارسک) است و ۳۱۵ میلیون سال نوری از زمین فاصله دارد.